# فرد كونلون
فرد كونلون (بالإنجليزية: Fred Conlon)‏ هو نحات أيرلندي، ولد في 1943، وتوفي في 2005.